# Leichtathletik-Länderkampf der Männer 1985 Belgien – BR Deutschland B – Polen B
| 14. Leichtathletik-Länderkampf mit bundesdeutscher Beteiligung 1985 | 14. Leichtathletik-Länderkampf mit bundesdeutscher Beteiligung 1985 |
| ------------------------------------------------------------------- | ------------------------------------------------------------------- |
|                                                                     |                                                                     |
| Ländervergleich der Männer: Belgien – BR Deutschland B – Polen B    |                                                                     |
| Austragungsort                                                      | Brüssel                                                             |
| Wettbewerbe                                                         | 20                                                                  |
| Datum                                                               | 30. Juni                                                            |
| 1. FRG B 2. BEL 3. POL B                                            | 159 Punkte 151 Punkte 115 Punkte                                    |
| Chronik                                                             |                                                                     |
| ← FRG-USA (F)                                                       | FRA-FRG-NLD-SUI Str'lauf (M) →                                      |

Der vierzehnte Vergleich des Länderkampfjahres 1985 fand am 30. Juni gegen Belgien und Polen statt. Gastgeber des Dreiländerkampfs, in dem die bundesdeutsche und polnische Mannschaft in einer Zweitbesetzung antraten, war die belgische Hauptstadt Brüssel. Parallel startete ein bundesdeutsches A-Team am 29./30. Juni in Bremen gegen die USA.
Es war die vierte Begegnung mit Belgien in einem Zweiländerkampf. Die erste im Jahr 1939 war wegen des Zweiten Weltkriegs, der wenige Tage später ausbrechen sollte, abgebrochen worden. Alle drei vorangegangene Aufeinandertreffen hatten die bundesdeutschen Vertreter für sich entschieden. Zwischenzeitlich hatte Belgien an einigen Länderkämpfen gegen Deutschland mit mehr als zwei Teilnehmernationen teilgenommen, in denen Deutschland die Oberhand behalten hatte.
Gegen Polen hatten die bundesdeutschen Leichtathleten mit acht zu acht bei einem Unentschieden in Zweiländerkämpfen eine ausgeglichene Bilanz. Darüber hinaus hatte es Vergleiche unter Beteiligung weiterer Länder zwischen Polen und Deutschland mit unterschiedlichen Ausgängen gegeben.

## Modus
Auf dem Programm standen die bei Länderkämpfen der Männer üblichen zwanzig Disziplinen. Die beiden Bahnlangstreckenläufe über 5000 und 10.000 Meter würden verkürzt über 3000 und 5000 Meter ausgetragen. Aus dem olympischen Wettbewerbskatalog fehlten nur der 10.000-Meter-Lauf, der Marathonlauf, die beiden Gehdisziplinen sowie der Zehnkampf. In den Einzelwettbewerben erhielt der Sieger sieben Punkte, der Zweitplatzierte fünf, der Drittplatzierte vier, der Viertplatzierte drei Punkte usw. In den Staffeln gab es sieben zu vier zu zwei Punkte.

## Legende
Kurze Übersicht zur Bedeutung der Symbolik – so üblicherweise auch in sonstigen Veröffentlichungen verwendet:
| NMH | keine Höhe (No Mark) |

## Ergebnis
Es gab ein enges Ergebnis zwischen der bundesdeutschen B-Mannschaft und Belgien, während das polnische B-Team weiter zurücklag. In den Einzelläufen zeigte sich Belgien mit fünf Erfolgen am stärksten. Die Bundesrepublik kam auf drei Siege, Polen auf einen. Außerdem teilten sich Belgien und Deutschland die Disziplinwertung des 200-Meter-Laufs. Auch beide Staffeln entschied Belgien für sich. Im Bereich Sprung erzielten alle drei Länder je einen Sieg, den Stabhochsprung teilten sich die Bundesrepublik und Polen. Deutlich überlegen waren die bundesdeutschen Vertreter in der Kategorie Wurf/Stoß, wo sie drei Disziplinerfolge verbuchten. Im Kugelstoßen lagen die Bundesrepublik und Polen gleichauf. So setzte sich das bundesdeutsche B-Team am Ende gegen beide Kontrahenten durch. Mit 159 Punkten siegte sie Bundesrepublik Deutschland knapp vor Belgien (151 Punkten). Die Zweitbesetzung Polens wurde mit 115 Punkten Dritter.

## Einzelresultate

### 100 m
| Platz | Athlet              | Land | Zeit (s) |
| ----- | ------------------- | ---- | -------- |
| 1     | Ronald Desruelles   | BEL  | 10,46    |
| 2     | Norbert Dobeleit    | FRG  | 10,75    |
| 3     | Jaczek Liczerski    | POL  | 10,80    |
| 4     | Volker Westhagemann | FRG  | 10,83    |
| 5     | Luc Leenaerts       | BEL  | 10,88    |
| 6     | Marek Michalski     | POL  | 11,26    |

Wind: −0,9 m/s

### 200 m
| Platz | Athlet            | Land | Zeit (s) |
| ----- | ----------------- | ---- | -------- |
| 1     | Ronald Desruelles | BEL  | 20,84    |
| 2     | Norbert Dobeleit  | FRG  | 21,31    |
| 3     | Dirk Schweisfurth | FRG  | 21,60    |
| 4     | Bogusław Szpiech  | POL  | 21,62    |
| 5     | Luc Leenaerts     | BEL  | 22,03    |
| 6     | Zbignew Rytel     | POL  | 22,19    |

Wind: −1,5 m/s

### 400 m
| Platz | Athlet          | Land | Zeit (s) |
| ----- | --------------- | ---- | -------- |
| 1     | Jörg Vaihinger  | FRG  | 46,03    |
| 2     | René Hermans    | BEL  | 46,89    |
| 3     | Frank Seybold   | FRG  | 46,92    |
| 4     | Marek Sira      | POL  | 46,94    |
| 5     | Danny Roelandt  | BEL  | 47,78    |
| 6     | Jarosław Marzec | POL  | 48,33    |

### 800 m
| Platz | Athlet            | Land | Zeit (min) |
| ----- | ----------------- | ---- | ---------- |
| 1     | Axel Harries      | FRG  | 1:48,98    |
| 2     | Holger Böttcher   | FRG  | 1:49,36    |
| 3     | Dariusz Skura     | POL  | 1:49,38    |
| 4     | Walter Desmet     | BEL  | 1:50,13    |
| 5     | Matthieu Westhofs | BEL  | 1:50,77    |
| 6     | Jerzy Rafał       | POL  | 1:53,68    |

### 1500 m
| Platz | Athlet           | Land | Zeit (min) |
| ----- | ---------------- | ---- | ---------- |
| 1     | Vincent Rousseau | BEL  | 3:40,67    |
| 2     | Bob Verbeeck     | BEL  | 3:41,81    |
| 3     | Rainer Thau      | FRG  | 3:42,04    |
| 4     | Grzegorz Basiak  | POL  | 3:42,49    |
| 5     | Ralf Stewing     | FRG  | 3:42,63    |
| 6     | Mariusz Ugowski  | POL  | 3:45,91    |

### 3000 m
| Platz | Athlet            | Land | Zeit (min) |
| ----- | ----------------- | ---- | ---------- |
| 1     | William Van Dijck | BEL  | 8:01,42    |
| 2     | Dieter Baumann    | FRG  | 8:01,50    |
| 3     | Raf Wijns         | BEL  | 8:02,46    |
| 4     | Steffen Brand     | FRG  | 8:03,79    |
| 5     | Jan Marchewska    | POL  | 8:04,52    |
| 6     | Stephan Hendrickx | POL  | 8:11,68    |

### 5000 m
| Platz | Athlet             | Land | Zeit (min) |
| ----- | ------------------ | ---- | ---------- |
| 1     | Antoni Niemczak    | POL  | 13:56,45   |
| 2     | Jean-Pierre Paumen | BEL  | 13:56,45   |
| 3     | Wiesław Furmanek   | POL  | 14:01,47   |
| 4     | Klaus Heiserer     | FRG  | 14:02,66   |
| 5     | Stefan Jäger       | FRG  | 14:04,45   |
| 6     | Marc Ruell         | BEL  | 14:15,30   |

### 110 m Hürden
| Platz | Athlet            | Land | Zeit (s) |
| ----- | ----------------- | ---- | -------- |
| 1     | Jürgen Schoch     | FRG  | 13,93    |
| 2     | Krysztoff Platek  | POL  | 13,99    |
| 3     | Rik Polens        | BEL  | 14,06    |
| 4     | Roland Marloye    | BEL  | 14,13    |
| 5     | Heiko Buss        | FRG  | 14,67    |
| 6     | Maciej Rostkowski | POL  | 15,90    |

### 400 m Hürden
| Platz | Athlet            | Land | Zeit (s) |
| ----- | ----------------- | ---- | -------- |
| 1     | Rik Tommelein     | BEL  | 50,2     |
| 2     | Michel Zimmermann | BEL  | 50,2     |
| 3     | Matthias Kaulin   | FRG  | 50,7     |
| 4     | Ryszard Stoch     | POL  | 50,9     |
| 5     | Ralf Dresen       | FRG  | 51,3     |
| 6     | Maciej Rostkowski | POL  | 53,6     |

### 3000 m Hindernis
| Platz | Athlet          | Land | Zeit (min) |
| ----- | --------------- | ---- | ---------- |
| 1     | Peter Daenens   | BEL  | 8:37,83    |
| 2     | Sławomir Gurny  | POL  | 8:40,30    |
| 3     | Jos Maes        | BEL  | 8:43,16    |
| 4     | Karol Dolega    | POL  | 8:47,94    |
| 5     | Torsten Tiller  | FRG  | 8:58,56    |
| 6     | Engelbert Franz | FRG  | 9:00,12    |

### 4 × 100 m Staffel
| Platz | Besetzung      | Land                                                                 | Zeit (s) |
| ----- | -------------- | -------------------------------------------------------------------- | -------- |
| 1     | Belgien        | Luc Leenaerts Adrianenssens Cincinnatis Ronald Desruelles            | 40,29    |
| 2     | BR Deutschland | Norbert Dobeleit Frank Pilgram Volker Westhagemann Dirk Schweisfurth | 40,49    |
| 3     | Polen          | Bogusław Szpiech Marek Michalski Zenon Licznerski Jacek Mazurek      | 40,58    |

### 4 × 400 m Staffel
| Platz | Besetzung      | Land                                                      | Zeit (min) |
| ----- | -------------- | --------------------------------------------------------- | ---------- |
| 1     | Belgien        | René Bervoets Danny Roelandt Van der Eycken Rik Tommelein | 3:08,58    |
| 2     | BR Deutschland | Andreas Zügel Jürgen Gruber Ralf Dresen Jörg Vaihinger    | 3:09,83    |
| 3     | Polen          | Jarosław Marzec Zbignew Rytel Ryszard Stoch Marek Sira    | 3:15,44    |

### Hochsprung
| Platz | Athlet           | Land | Höhe (m) |
| ----- | ---------------- | ---- | -------- |
| 1     | Eddy Annys       | BEL  | 2,27     |
| 2     | Dariusz Biczysko | POL  | 2,24     |
| 3     | Uwe Martin       | FRG  | 2,21     |
| 4     | Peter Soetewey   | BEL  | 2,15     |
| 5     | Rüdiger Weber    | FRG  | 2,15     |
| 6     | Marcin Chudak    | POL  | 2,15     |

### Stabhochsprung
| Platz | Athlet           | Land | Höhe (m) |
| ----- | ---------------- | ---- | -------- |
| 1     | Marian Kolasa    | POL  | 5,40     |
| 2     | Manfred Reichert | FRG  | 5,30     |
| 3     | Helmar Schmidt   | FRG  | 5,30     |
| 4     | Marc Maes        | BEL  | 5,20     |
| 5     | Mirosław Chmara  | POL  | 5,00     |
| NMH   | Jan Van Hocht    | BEL  |          |

### Weitsprung
| Platz | Athlet           | Land | Weite (m) |
| ----- | ---------------- | ---- | --------- |
| 1     | Christian Thomas | FRG  | 7,58      |
| 2     | Eric Adere       | BEL  | 7,44      |
| 3     | Luc Kerkhoff     | BEL  | 7,43      |
| 4     | Wolfgang Haupt   | FRG  | 7,25      |
| 5     | Jacek Mazurek    | POL  | 7,21      |
| 6     | Marek Bierka     | POL  | 7,19      |

### Dreisprung
| Platz | Athlet             | Land | Weite (m) |
| ----- | ------------------ | ---- | --------- |
| 1     | Jacek Pastusinki   | POL  | 16,68     |
| 2     | Didier Falise      | BEL  | 16,51     |
| 3     | Andrzej Grabarczyk | POL  | 16,33     |
| 4     | Wolfgang Zinser    | FRG  | 16,00     |
| 5     | Yves Henri         | BEL  | 15,85     |
| 6     | Heiko Reski        | FRG  | 15,40     |

### Kugelstoßen
| Platz | Athlet            | Land | Weite (m) |
| ----- | ----------------- | ---- | --------- |
| 1     | Helmut Krieger    | POL  | 20,27     |
| 2     | Karsten Stolz     | FRG  | 18,20     |
| 3     | Ralf Saalfrank    | FRG  | 18,04     |
| 4     | Noël Legros       | BEL  | 15,90     |
| 5     | Eligiusz Pukownik | POL  | 15,67     |
| 6     | Dirk Jannssens    | BEL  | 14,82     |

### Diskuswurf
| Platz | Athlet             | Land | Weite (m) |
| ----- | ------------------ | ---- | --------- |
| 1     | Olaf Többen        | FRG  | 59,14     |
| 2     | Eligiusz Pukownik  | POL  | 57,26     |
| 3     | Wulf Brunner       | FRG  | 56,18     |
| 4     | Witold Duda        | POL  | 53,16     |
| 5     | Robert Van Schoor  | BEL  | 52,40     |
| 6     | Bertrand De Decker | BEL  | 50,06     |

### Hammerwurf
| Platz | Athlet           | Land | Weite (m) |
| ----- | ---------------- | ---- | --------- |
| 1     | Heinz Weis       | FRG  | 74,42     |
| 2     | Norbert Radefeld | FRG  | 71,00     |
| 3     | Marnix Verhegge  | BEL  | 62,96     |
| 4     | Jacek Dreger     | POL  | 61,34     |
| 5     | Eric Van Heusgen | BEL  | 53,56     |
| 6     | Witold Duda      | POL  | 25,20     |

### Speerwurf
| Platz | Athlet                    | Land | Weite (m) |
| ----- | ------------------------- | ---- | --------- |
| 1     | Bogdan Patelka            | POL  | 76,96     |
| 2     | Peter Schreiber           | FRG  | 76,82     |
| 3     | Jean Paul Schlatter Roper | BEL  | 72,82     |
| 4     | Lutz Obelgönner           | FRG  | 71,76     |
| 5     | Tony Duchateau            | BEL  | 67,76     |

Polen war mit nur einem Teilnehmer am Start.